# Conférence de Spa (2-3 juillet 1918)
Vous lisez un « bon article » labellisé en 2017.  Il fait partie d'un « bon thème ».
Pour les articles homonymes, voir Conférence de Spa.

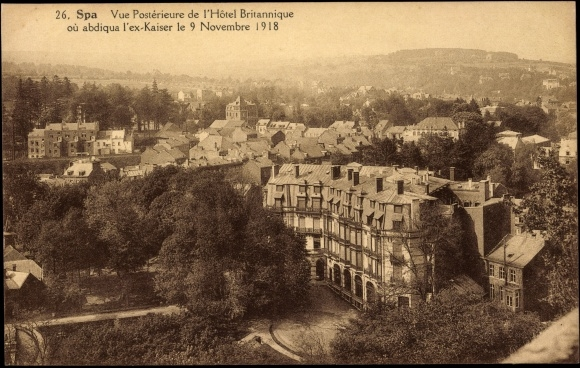
L'Hôtel britannique à Spa, où se tient la conférence des 2 et 3 juillet 1918 guerre mondiale.

La conférence de Spa des 2 et 3 juillet 1918, appelée par Fritz Fischer « la grande conférence de Spa », est la seconde des quatre principales rencontres entre différents responsables politiques et militaires du Reich impérial ; elle se tient entre les deux grandes offensives allemandes de la fin de la Première Guerre mondiale, au printemps et à l'été 1918. Réunis à Spa autour de l'empereur Guillaume II, les participants réaffirment les objectifs poursuivis dans le conflit qui en est alors à sa cinquième année. Les derniers partisans d'une paix de compromis encore présents au gouvernement du Reich sont désavoués par l'empereur, et leur principal représentant, le secrétaire d'État Richard von Kühlmann, se voit obligé de démissionner. Parallèlement, le commandement suprême de l'armée allemande (l'OHL) prépare sa dernière offensive du conflit, après les coups de boutoir infligés aux Alliés au printemps. Tenue durant les derniers jours de préparation de la Friedensturm, cette conférence constitue la dernière occasion, pour les responsables allemands, d'affirmer leur croyance ferme en la victoire du Reich.

## Contexte
Depuis le début de l'année 1918, les Allemands enregistrent des succès importants sur le front de l'Ouest ; ceux-ci, non décisifs, voient leurs effets remis en cause par l'absence de projets offensifs sur les autres fronts ; ces succès ne constituent pas les victoires décisives dont rêvent les stratèges allemands pour imposer une paix conforme à leurs aspirations impérialistes.
Cette absence de succès décisifs pousse le gouvernement du Reich, confiné à un rôle de plus en plus décoratif, à rechercher une certaine indépendance à l'égard des buts de guerre poursuivis par les chefs militaires de l'OHL ; ainsi, depuis le début de l'année 1918, le gouvernement tente de recouvrer une part d'autonomie, au grand mécontentement des responsables militaires duReich. Partisan d'une paix de compromis, Richard von Kühlmann apparaît fragilisé par la révélation de détails compromettants sur sa vie privée dans la presse pangermaniste soumise aux Dioscures, Hindenburg et Ludendorff, alors à la tête du grand état-major général,.

### Le discours du24 juin 1918
Ainsi, conscient de l'impasse militaire et économique grandissante dans laquelle se trouvent le Reich et ses alliés, Richard von Kühlmann, alors secrétaire d'État aux affaires étrangères tente depuis des mois de préparer l'opinion allemande à une paix de compromis avec les Alliés.
La recherche des conditions de cette paix lui vaut la haine des militaires, Erich Ludendorff le premier. Le 24 juin 1918, Kühlmann, visiblement fatigué, officialise sa position en prononçant un discours au Reichstag, dans le cadre du vote des crédits de son ministère ; à cette occasion, il exprime son scepticisme quant à la victoire du Reich, appelant de ses vœux une paix de compromis.
Haï depuis des mois par les milieux pangermanistes et impérialistes, Kühlmann, qualifié par la presse bavaroise de « cadavre ambulant », déclenche avec ce discours la curée qui aboutit à son éviction du gouvernement dans les jours qui suivent : la majorité du Reichstag, notamment les nationaux-libéraux, menés par Gustav Stresemann, se détache de lui. Dès le lendemain, Paul von Hindenburg fait connaître au chancelier du Reich Georg von Hertling la possible réaction des soldats face aux positions du secrétaire d'État,. Soutenu alors par les partis de gauche favorables à une paix de compromis, Richard von Kühlmann se voit cependant obligé de se dédire dès le lendemain, sous la pression des militaires : il ne parvient alors qu'à faire douter ses soutiens, tandis que la majorité de droite ne lui sait pas gré de sa reculade.
Parallèlement à ce contexte allemand, les négociations entre le Reich et l'Autriche-Hongrie semblent au point mort, les représentants de la double monarchie étant en effet parvenus à vider de leurs substances les accords conclus par les deux empereurs au printemps précédent.

### Attente de la victoire duReich

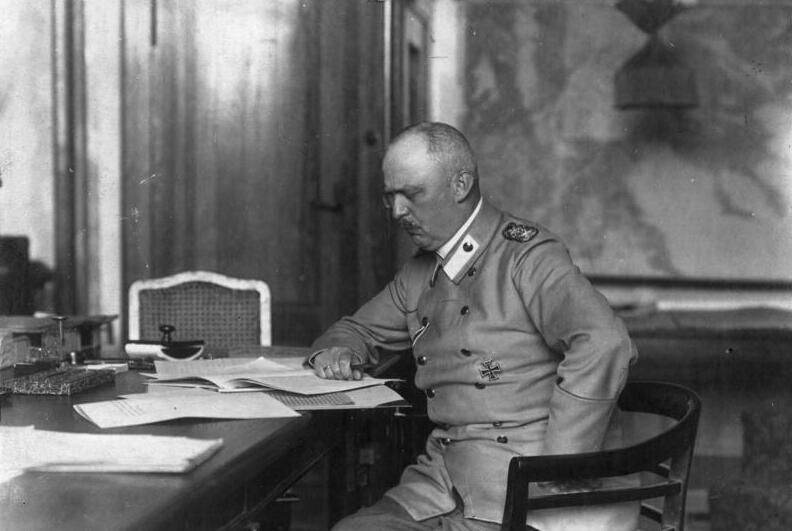
Erich Ludendorff, à sa table de travail en 1918, souhaite mener la bataille d'anéantissement des forces franco-britanniques, recherchée par les stratèges du de depuis 1914.

Durant le mois qui précède la conférence, les responsables politiques du Reich multiplient les déclarations appelant à l'ouverture de négociations de paix, mais, ces pourparlers doivent débuter après une victoire éclatante sur les Alliés. Ces déclarations se heurtent aux souhaits de Hindenburg et Ludendorff, partisans de la signature d'une paix de victoire.
Pour imposer des conditions de paix conformes aux buts de guerre du Reich, Erich Ludendorff, principal porte-parole des jusqu'au-boutistes allemands, partisans de la réalisation du programme des buts de guerre, souhaite mener la grande bataille d'anéantissement dont rêvent les stratèges allemands depuis le déclenchement du conflit à l'Ouest, la rupture devant être obtenue par des troupes de choc et leur exploitation tactique et stratégique illimitée une fois le front allié rompu,.
Le 15 juin, lors de la célébration du trentième anniversaire de son avènement, Guillaume II, souhaitant mobiliser les Allemands pour la nouvelle bataille annoncée et destinée à être décisive, affirme que la victoire du Reich est à portée de main et marquerait un changement de civilisation. Ces positions sont relayées par une partie importante de la classe politique représentée au Reichstag : le Centre catholique, les nationaux libéraux et les pangermanistes.
L'occupation de vastes portions de territoires des puissances alliées, ainsi que les paix victorieuses imposées à la Russie à Brest-Litovsk et à la Roumanie à Bucarest, confortent les officiels allemands dans leur politique, mais les trompent sur la réalité du rapport de force : l'arrivée massive de soldats américains sur le front de l'Ouest inverse en réalité ce rapport de force en défaveur du Reich et de la quadruplice.

### Contexte militaire
Depuis des mois, les responsables militaires multiplient les tentatives pour parvenir à emporter la décision sur le front de l'Ouest. Après l'échec du mois de mai, Erich Ludendorff se montre partisan de lancer une offensive contre l'armée britannique.
Cependant, les succès rencontrés par les troupes des puissances centrales laminent les effectifs et contribuent à la crise de moral que subissent les unités allemandes depuis le début de l'année 1918 ; en effet, le caractère non décisif des succès remportés depuis le mois de mars 1918 déçoit les soldats du front, ainsi que leurs officiers. Cette déception transparaît dans les rapports parvenant aux dioscures, qui rapportent les propos échangés par des soldats dans les trains, insistant sur l'aspiration des soldats à la conclusion de la paix.
Enfin, le laminage des effectifs oblige les stratèges allemands à déployer en première ligne des hommes de plus en plus jeunes ou de plus en plus âgés, et tous de moins en moins motivés. Les jeunes hommes sont parfois contraints à monter au front, tandis que les soldats âgés, membres des unités déployées pour l'occupation des territoires conquis, ne montrent aucun enthousiasme pour le service en première ligne.

### Contexte économique
Depuis près de trois années, les puissances centrales souffrent d'un blocus allié de plus en plus contraignant, pesant sur l'approvisionnement en nourriture et en matières premières de l'économie de guerre du Reich et de ses alliés.
Pour connaître l'état des réserves de matières premières stratégiques du Reich, les ministères économiques lancent le 30 mai 1918 une grande enquête, dont les résultats parviennent aux commanditaires le 29 juin. Les enquêteurs insistent sur la réalité du contrôle exercé par les Alliés sur le commerce de matières premières et sur les conséquences de ce contrôle sur l'effort de guerre du Reich.

## Participants

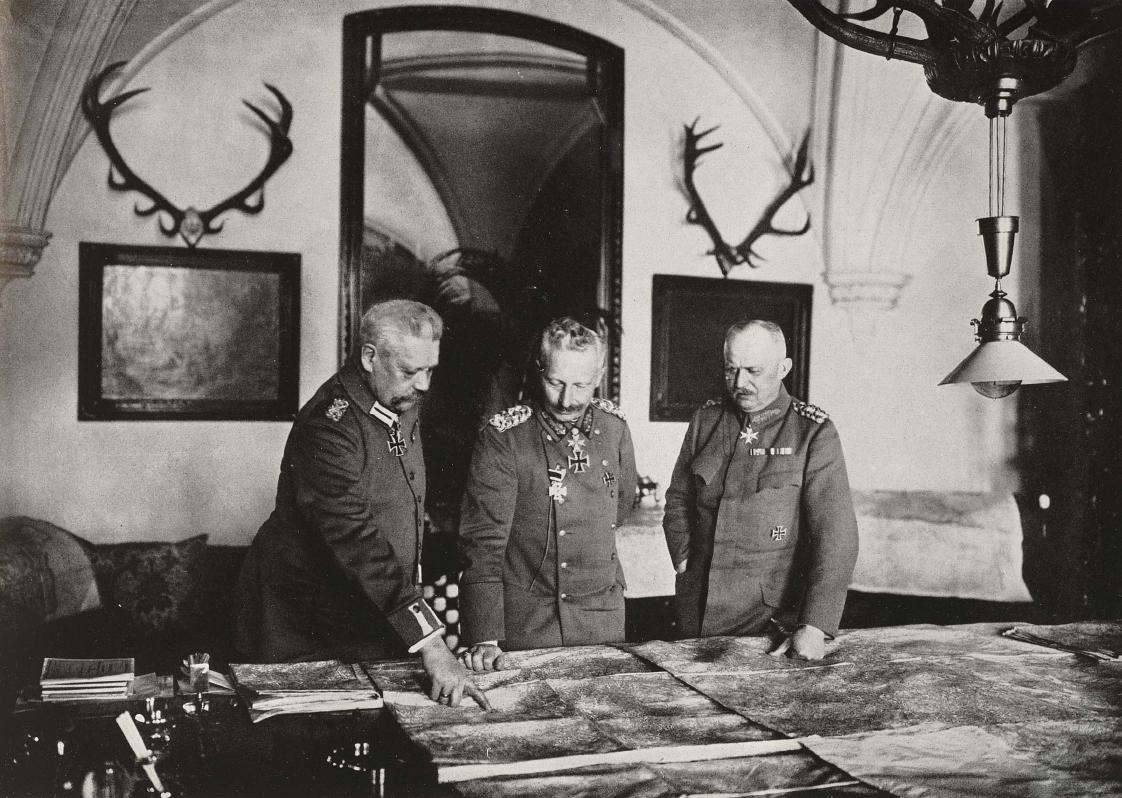
Guillaume II, au centre, et les dioscures, Hindenburg à gauche et Ludendorff à droite, à Spa en 1918.

Lors de cette réunion, présidée par l'empereur Guillaume II au siège de l'OHL à Spa, l'hôtel Le Britannique accueille des civils et des militaires acteurs de la politique allemande de guerre. Cependant, les dioscures font rapidement savoir à l'empereur et au chancelier du Reich leur souhait de ne plus participer au conseil de la couronne, si le secrétaire d'État, Richard von Kühlmann, est présent.

### Civils
En plus de Guillaume II, la conférence réunit le chancelier, Georg von Hertling, le sous-secrétaire d'État à la chancellerie, Wilhelm von Radowitz, le ministre impérial chargé de la marine, Eduard von Capelle, et le représentant de l'Auswärtiges Amt auprès de l'OHL, Frederic von Rosenberg.
À ces représentants du gouvernement impérial se joint Hermann von Stein, ministre de la guerre prussien.

### Militaires
Sont aussi présents les Dioscures, Paul von Hindenburg et Erich Ludendorff, assistés de leurs principaux collaborateurs, Paul von Bartenwerffer, Erich von Oldershausen et Detlof von Winterfeldt.

## Décisions
Lors de cette conférence, les responsables allemands de la gestion du conflit définissent la politique du Reich alors qu'une offensive de grande ampleur, la dernière, est planifiée par les dioscures pour le milieu du mois.

### La démission de Kühlmann

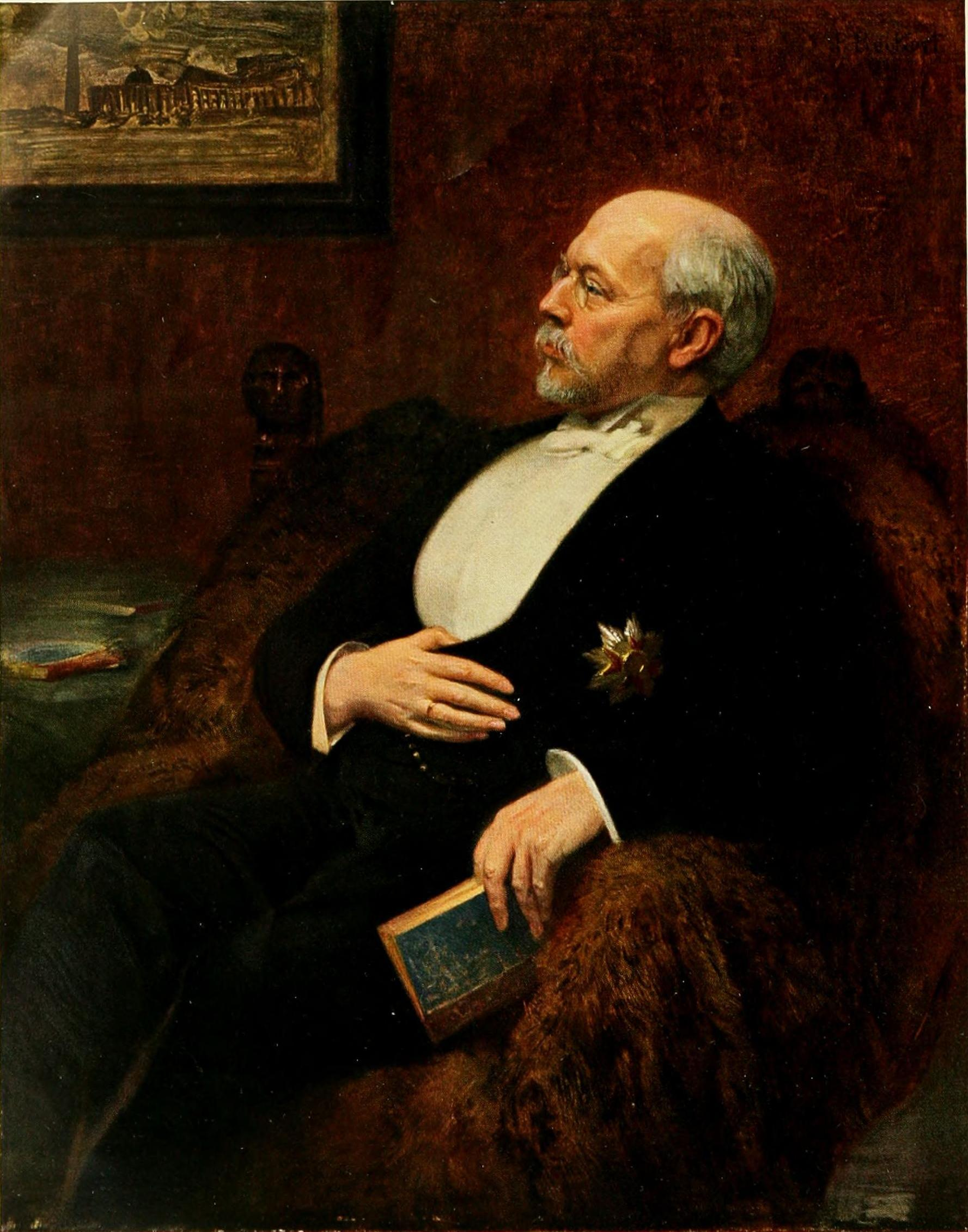
Georg von Hertling, brossé ici par le peintre Paul Beckert en 1908, aligne sa politique sur les souhaits du haut-commandement.

Décidée la veille, le 1er juillet 1918, lors d'une réunion entre le haut-commandement, principalement Paul von Hindenburg et Erich Ludendorff, et le chancelier Georg von Hertling, la démission du secrétaire d'État Kühlmann est annoncée à ce dernier : en effet, celui-ci est lâché dès le lendemain par l'empereur et le chancelier devant l'ampleur de la polémique déchaînée par son discours du 24 juin devant le Reichstag. Le 8 juillet, lors d'une entrevue entre Guillaume II et son secrétaire d'État, l'empereur, totalement subjugué par les dioscures, annonce de manière laconique à son ministre qu'il lui retire sa confiance.
À la suite de ce départ, la politique étrangère du Reich est confiée à un fervent partisan de la réalisation des buts de guerre, Paul von Hintze, rappelé pour l'occasion de son poste d'ambassadeur au Danemark ; cette nomination confie à un nationaliste convaincu la réalisation des objectifs décidés lors de la conférence. Le nouveau secrétaire d'État reçoit le soutien de la majorité du Reichstag lorsque, le 13 juillet, il défend devant cette assemblée une hausse des crédits de guerre, rejetée par les seuls membres de l'USPD.
Cette démission suscite de nombreuses réserves de la part des principaux membres du cabinet du Reich : le chancelier Georg von Hertling et le vice-chancelier Friedrich von Payer pressentent de « graves conséquences internes » à la suite de ce renvoi,. Ainsi, le 3 juillet, le SPD, par la voix de son principal orateur, Philipp Scheidemann, rappelle dans un discours la situation de la population du Reich, puis appelle de ses vœux la conclusion d'une « paix honorable ».

### Réaffirmation des buts de guerre
Les buts de guerre du Reich sont réaffirmés, alors que leur réalisation semble à portée de main : le programme oriental apparaît sur le point d'être atteint ; les buts de guerre occidentaux sont réaffirmés.
Ainsi, la Belgique doit être placée sous strict contrôle allemand, occupée militairement, voire annexée partiellement,,. Le royaume  est promis à une partition entre la Flandre et Wallonie, toutes deux intégrées dans l'union douanière allemande, tandis que les chemins de fer belges doivent être cédés à l'administration des chemins de fer prussiens ; certaines portions de son territoire, une zone allant de la frontière allemande à la région de Liège notamment, sont promises à une annexion directe au Reich, tout comme le bassin ferreux de Briey, revendication constante de l'Empire allemand depuis le déclenchement des hostilités.
À l'Est, l'Ukraine est indépendante de la Russie et fournit aux puissances centrales des denrées alimentaires,.
Lors de cette conférence, nouvelle occasion de définir les buts de guerre du Reich, les participants actent l'arrêt des pourparlers avec le gouvernement américain, entamés par des voies détournées au printemps par le secrétaire d'État, tandis que les demandes de précisions américaines ne reçoivent aucune réponse.